# Estádio São Januário
Estádio São Januário is een voetbalstadion in Rio de Janeiro, Brazilië, meer bepaald in het stadsdeel Vasco da Gama. 
Het stadion heeft zijn te danken aan de straat waar het gebouwd is. Het complex staat ook bekend onder de namen Estádio Vasco da Gama, Estádio da Colina, Colina Sagrada en Caldeirão en is de thuishaven van CR Vasco da Gama. Het stadion had bij de opening in 1927 een capaciteit van 15.000 toeschouwers, maar dit werd later uitgebreid tot 35.000 toeschouwers. Door veiligheidsredenen bedraagt de huidige capaciteit 24.584 plaatsen. De bespeler van het stadion, CR Vasco da Gama, is de enige grote club in Rio de Janeiro die het stadion als privébezit heeft.